# Batalla de Los Arcos
La batalla de Los Arcos fue uno de los combates de la Primera Guerra Carlista.

## Antecedentes
La rebelión estalló después de la convocatoria de las Cortes el 20 de junio de 1833 cuando el pretendiente don Carlos, refugiado en Portugal se negó a jurar lealtad a María Cristina de Borbón-Dos Sicilias y el 1 de octubre, apoyado por Miguel I de Portugal reclamó su derecho al trono.
En la práctica la rebelión, que no tuvo el apoyo del ejército, empezó el día 2 en Talavera de la Reina cuando los voluntarios realistas locales proclamaron a Carlos rey de España e iniciaron una serie de insurrecciones de guerrilleros, exmilitares y voluntarios y asumieron en muchos casos el control del gobierno municipal, en general con poco éxito, excepto en el País Vasco, Navarra y Logroño, pero sin llegar a controlar más que por poco tiempo las ciudades de estos territorios, y la guerra empezó el 6 de octubre cuando el general Santos Ladrón de Cegama tomó Logroño, pasando por Navarra para unirse con los sublevados mientras una columna comandada por Manuel Lorenzo salió en su persecución.

## La batalla
El 11 de octubre los dos ejércitos se encontraron en Los Arcos y después de capturar el puente, los liberales cortaron la posibilidad de que fueran flanqueados, y los carlistas se replegaron en el pueblo; finalmente huyeron en desorden mientras Santos Ladrón de Cegama y unos pocos hombres cargaba sobre los liberales y fue capturado.

## Consecuencias
Santos Ladrón de Cegama fue fusilado en Pamplona a los pocos días, siendo sustituido al mando carlista por Francisco Iturralde, pero la presencia carlista quedó debilitada con la campaña del liberal Pedro Sarsfield y la derrota de la columna carlista que intentaba tomar Santander en la batalla de Vargas.
En Cataluña, la rebelión de Josep Galcerán en Prats de Llusanés del 5 de octubre fue sofocada por el capitán general Manuel Llauder. En Morella, Rafael Ramo de Vivo Pueyo proclamó rey a Carlos María Isidro de Borbón el 13 de noviembre, pero fue capturado y ejecutado por los liberales después de la batalla de Calanda.
Tomás de Zumalacárregui asumió el liderazgo de la dirección de los contingentes navarros el 15 de noviembre, y de las tres provincias vascas tres semanas después, con lo que reactivó la rebelión en el norte, organizó el ejército carlista, se unieron los batallones de Álava y Navarra y a pesar de la carencia de munición los hizo entrar en combate.